# Schlacht von Munda
Massilia – Ilerda – Utica – Bagradas – Dyrrhachium – Pharsalos – Nil – Ruspina – Thapsus – Munda
Die Schlacht von Munda fand am 17. März 45 v. Chr. auf der Ebene von Munda in Südspanien statt. Es war die letzte Schlacht im Bürgerkrieg zwischen Gaius Iulius Caesar und den Optimaten. Nach diesem Sieg und dem Tod von Titus Labienus und dem jüngeren Gnaeus Pompeius, dem ältesten Sohn von Gnaeus Pompeius Magnus, konnte Caesar nach Rom zurückkehren und bis zu seiner Ermordung als Dictator regieren. Die Schlacht markierte nach Ansicht mancher Forscher das Ende der Römischen Republik, auch wenn andere Historiker dies erst mit der Schlacht bei Philippi verbinden.

## Vorgeschichte
Zu Beginn des Jahres 45 v. Chr. war der Bürgerkrieg zwischen Caesar und den Optimaten seiner Entscheidung nahe. Nach den Niederlagen bei Pharsalus (9. August 48 v. Chr.) und bei Thapsus (6. April 46 v. Chr.) waren die Republikaner, die ursprünglich von Pompeius geführt worden waren, auf die hispanischen Provinzen beschränkt, was an sich noch keine verzweifelte Lage war. Geführt von Titus Labienus, einem begabten General, und den Brüdern Sextus und Gnaeus Pompeius der Jüngere, hatten Caesars Gegner alle Ressourcen Hispaniens und eine neu rekrutierte Armee von 13 Legionen zur Verfügung. Caesar folgte den Söhnen des Pompeius aus den afrikanischen Provinzen nach Hispanien. Sein Ziel war es, den letzten Brennpunkt der militärischen Opposition zu vernichten. Mit ihm zogen acht Veteranenlegionen, viele seit den gallischen Kriegen unter seinem Kommando, und 8000 Kavalleristen, die für den Verlauf der Schlacht entscheidend sein sollten. Insgesamt waren Caesars Truppen dem Gegner zwar zahlenmäßig unterlegen, aufgrund ihrer langjährigen Kampferfahrung waren seine Soldaten auf die Schlacht aber weitaus besser vorbereitet als ihre Feinde.

## Die Schlacht
Die beiden Armeen trafen in der Ebene von Munda bei Osuna im südlichen Spanien aufeinander. Die Senatsarmee lagerte auf einem sanften Hügel in einer ungünstigen Position für Caesars Angriffspläne. Er blieb einige Tage in Sichtweite, bis zum 17. März, als er den Befehl zum Angriff gab.
Der Kampf dauerte einige Zeit ohne klare Vorteile für eine Seite, was die Generäle beider Seiten zwang, ihre Kommandoposten zu verlassen und sich zur kämpfenden Truppe zur Aufmunterung zu begeben. Caesar übernahm das Kommando des rechten Flügels, wo seine 10. Legion in schwere Kämpfe verwickelt war. Seine Präsenz erneuerte bei den Soldaten den Willen zum Sieg, und ganz langsam drängten sie den Feind zurück. Trotzdem war die Lage für Caesar so bedrohlich, dass er später gesagt haben soll, er habe gewöhnlich um den Sieg gefochten, bei Munda aber um sein Leben.
Im Wissen um die neue Entwicklung verlegte Gnaeus Pompeius eine Legion vom eigenen rechten Flügel auf den linken, um die Attacke abzuwehren, was sich aber als schwerer Fehler erwies: Der Angriff der 10. Legion war nur eine Finte gewesen. Sobald Pompeius seine rechte Flanke entblößt hatte, startete Caesars Kavallerie dort ihren Angriff. Gleichzeitig griff König Bogud von Mauretanien, Caesars Verbündeter, Pompeius’ Lager im Rücken an. Titus Labienus, der Kommandeur der Kavallerie der Optimaten, bemerkte den Angriff und versuchte, ihn zu verhindern, da Bogud auch den Rücken der Hauptarmee bedrohte. Die Legionäre interpretierten die Aktion jedoch falsch: Bereits unter heftigen Angriffen auf der linken (die 10. Legion unter Caesar) und rechten (die Kavallerie) Seite stehend, dachten sie, Labienus ergreife die Flucht. Panik brach aus, und die Linien der pompeianischen Legionen brachen zusammen.
Viele Männer der flüchtenden Truppen des Pompeius starben bei der Verfolgung durch Caesars Männer. Andere fielen bei der Verteidigung der Stadt Munda. Etwa 30.000 Männer starben in der Schlacht, die große Mehrheit auf Seiten der Unterlegenen. Titus Labienus war einer der Getöteten, den Brüdern Sextus und Gnaeus Pompeius gelang jedoch die Flucht ins heutige Córdoba. Caesar griff die Stadt, die seine Feinde und Truppenteile beherbergte, an. Córdoba ergab sich, wurde aber nicht geschont. Hier starben etwa 20.000 Menschen, Soldaten eingeschlossen. Sextus und Gnaeus flohen erneut, diesmal ans Meer.

## Nachwirkungen
Nach der Schlacht von Munda ging Caesar daran, weitere Teile Hispaniens, die noch loyal zu den republikanischen Senatoren standen, zu „befrieden“. Er zerstörte die Städte, in denen er Sextus und Gnaeus vermutete, während Gaius Didius, ein Caesar ergebener Marinekommandeur, die Flotte der Optimaten vernichtete, so dass Gnaeus versuchen musste, sich auf dem Land zu verstecken. Er wurde bald ergriffen und hingerichtet. Sextus hingegen konnte entkommen und sollte Caesars Erben mit seiner Flotte noch jahrelang Probleme bereiten.
Mit diesem Sieg und mit einem befriedeten Hispanien hatte Caesar zunächst keine Opposition mehr und konnte nach Rom zurückkehren, wo er im Februar 44 den Titel „Dictator auf Lebenszeit“ annahm. Er wurde deshalb am 15. März 44 von nobiles der jüngeren Generation ermordet, an ihrer Spitze Brutus und Cassius, was aber letztlich nur die Auflösung der Republik beschleunigte: Die verbliebenen Anhänger Caesars konnten Brutus und Cassius 42 v. Chr. bei Philippi schlagen, und spätestens mit dem Sieg Octavians über seinen Konkurrenten Marcus Antonius im Jahr 31 v. Chr. fand die Republik einige Jahre danach definitiv ihr Ende, und der Prinzipat begann.

## Lokalisierung
Die Lokalisierung der Schlacht und des antiken Ortes Munda ist in der archäologischen Forschung umstritten. Nachdem in der älteren Forschung (bis hin zum Neuen Pauly) Montilla favorisiert worden war, wird in neueren Veröffentlichungen aufgrund von dort gefundenen beschrifteten Schleuderbleien und anderen Funden der Cerro de las Balas und die Llanos del Aguila bei La Lantejuela ungefähr auf halbem Wege zwischen Osuna und Ecija (Andalusien) als wahrscheinlicherer Ort der Schlacht angenommen. Nach dieser Theorie ist der Name des östlich La Lantejuela gelegenen Montilla mit dem Namen des südlich gelegenen Ortes Osuna zu vertauschen. Auf diese Weise würden die Beschreibung der Schlacht in den Quellen besser passen.